# Monika Jaworski
Monika Jaworski (* 6. Juni 1954 in Hamburg) ist eine ehemalige deutsche Basketballspielerin.

## Werdegang
Jaworski nahm 1973 mit der bundesdeutschen Auswahl an der Junioreneuropameisterschaft teil. Im Erwachsenenbereich bestritt die Spielerin des Hamburger Vereins SV Lurup an den EM-Turnieren 1974 in Italien, 1976 in Frankreich und 1981 in Italien teil. Insgesamt wurde sie zwischen April 1974 und September 1981 in 61 Länderspielen eingesetzt.